# Acciaiolo
Acciaiolo (Florència, ? - Florència, 1349) fou un noble florentí.
Fill natural de Guidalotto Acciaiuoli, esdevingué prior el 1322. Per negocis va anar a Nàpols el 1322 i a Avinyó el 1324. El 1326 s'establí a Nàpols per dedicar-se al comerç i les finances. Va prestar diners a Robert I de Nàpols rei de Nàpols, que el 1333 el va nomenar conseller i camarlenc. El 1335 el rei Robert el va nomenar vicari perpetu a Prato, sense prescindir dels càrrecs del Municipi de Florència fins al 1339, quan es va dedicar exclusivament a Prato. Va morir el 1341 o 1349, segons les fonts.